# خط اصلی غرب انگلستان
خط اصلی غرب انگلستان (انگلیسی: West of England Main Line) یک خط راه‌آهن در انگلستان است از ایستگاه راه‌آهن بیزینگ‌استوک در شهرستان همپشر شروع و در ایستگاه راه‌آهن سنت دیویدز اکستر در شهرستان دوون به پایان میرسد.
این خط که دارای ۲۳ ایستگاه است از طریق ایستگاه بیزینگ‌استوک به ایستگاه واترلو در لندن متصل میشود، طول این خط کل از لندن تا انتها در حدود ۱۷۲ کیلومتر است.